# 塔烏茲
40°59′32″N 45°37′44″E / 40.99222°N 45.62889°E

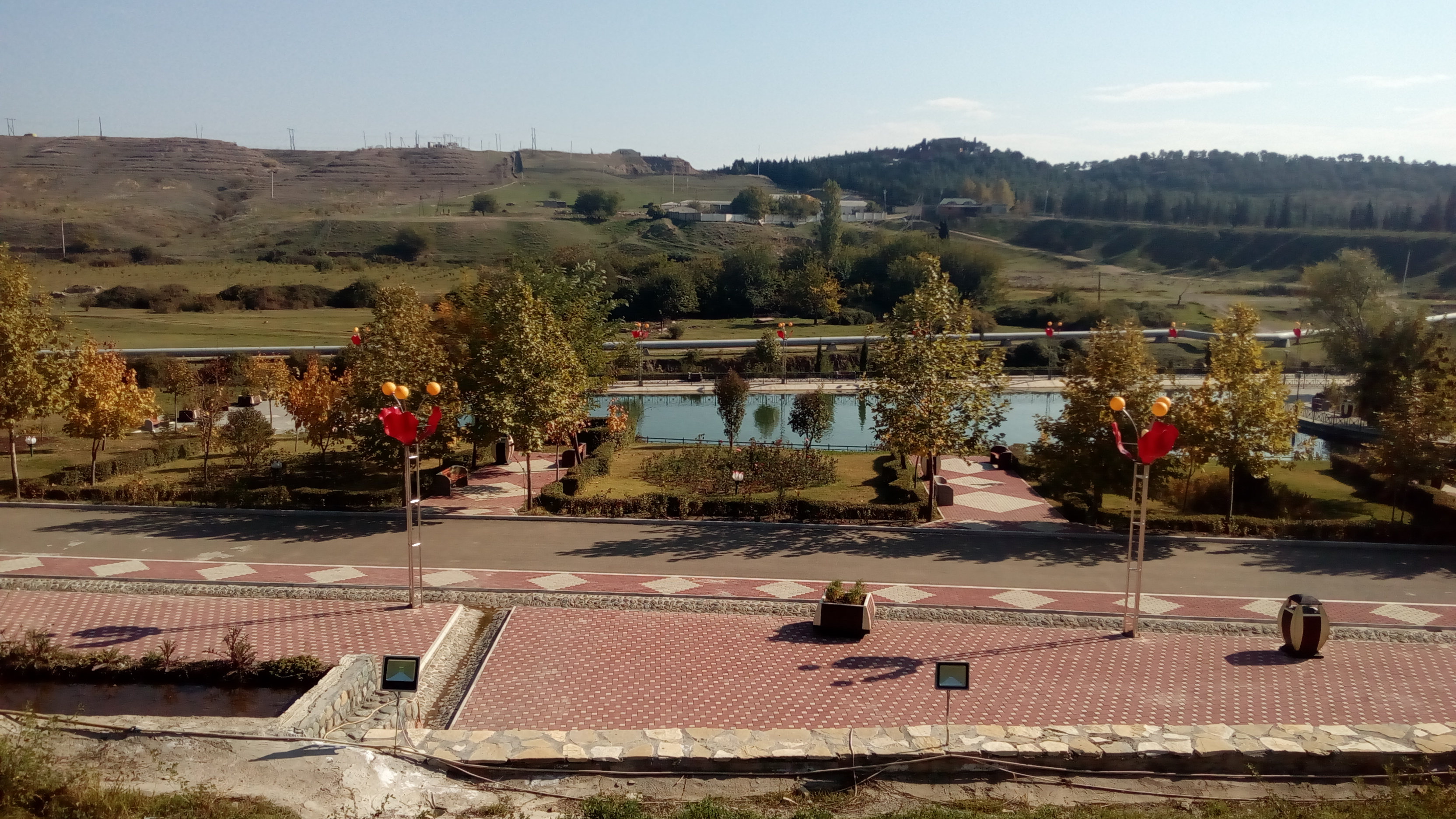
塔烏茲

塔烏茲（Tovuz）是阿塞拜疆的城鎮，也是塔烏茲區的首府，位於該國西北部，距離首都巴庫360公里，面積1,903平方公里，主要經濟活動有農業、旅遊業和工業，2010年人口27,100。

## 友好城市
- 法國 干邑[1]

## 外部連結
- World Gazetteer: Azerbaijan – World-Gazetteer.com

1. ↑  ville-cognac.fr (编). . ville-cognac.fr.   [2020-10-20]. （原始内容存档于2020-12-14） （法语）.